# Special Weapons and Tactics
Special Weapons and Tactics (kratica SWAT; slovensko specialno orožje in taktika) je naziv za vse  paravojaške policijske enote, ki so posebej izurjene za izvajanje posebnih nalog (reševanje talcev, protiteroristično bojevanje ...) in posebno nevarnih nalog (aretacija oboroženih zločincev ...). Vsaka večja policijska postaja v ZDA ima tak oddelek.

## Zgodovina
Ideja o ustanovitvi teh posebnih enot sega v šestdeseta leta 20. stoletja, ko je zelo naraslo število kriminalnih in terorističnih dejanj, ki jim običajni policisti niso bili več kos, saj niso imeli ustreznega orožja in izurjenosti za reševanje teh situacij. Zato so iz prostovoljcev začeli sestavljati prvo enoto, ki je sprva delovala le v Los Angelesu, kasneje pa so take enote nastale tudi drugod po ZDA.

## Trening
Trening je podoben treningu ostalih specialnih policijskih in vojaških enot. Poudarek je na kondicijski pripravljenosti, natančnem streljanju in timskem delu. Poleg tega so usposabljanja tudi za specifične naloge, kot so tudi za ostrostrelci, strokovnjaki za eksplozive, pogajalci, ipd.

## Taktika
Ob prihodu na prizorišče se izvede analiza situacije, kar je osnova za načrtovanje akcije. Ta faza zahteva karseda veliko informacij o nasprotnikih (njihovem številu, položaju, oborožitvi in obnašanju) in načrtih stavb. Precej informacij posreduje že policija, ki postavi blokado okrog prizorišča, ali ostrostrelci in opazovalci; pripadniki vpadne ekipe pa po navadi uporabljajo še zrcala ali miniaturne kamere, ki služijo pregledu prostorov.
SWAT tako kot ostale specialne policijske enote teži k čim manjši uporabi orožja razen, če je to nujno potrebno (npr. če so ogrožena življenja članov ekipe ali talcev). Če je le možno, ekipa specialcev karseda dolgo deluje tiho, da nasprotnikov ne opozori na svojo prisotnost. Ko pa je čas za vpad, se akcija izvede hitro in odločno, kar preseneti nasprotnika in mu čim bolj onemogoči možnosti za odpor ali za poškodovanje talcev. Pri tem se za ta namen precej uporabljajo tudi neubojna sredstva, kot so solzivec in šok bombe.